# Estero Chigualoco
Estero Chigualoco är ett vattendrag i Chile.   Det ligger i regionen Región de Coquimbo, i den centrala delen av landet, 210 km norr om huvudstaden Santiago de Chile.
Trakten runt Estero Chigualoco består i huvudsak av gräsmarker. Runt Estero Chigualoco är det glesbefolkat, med 12 invånare per kvadratkilometer.